# Panagiōtīs Trisokkas
Panagiōtīs Trisokkas (in greco Παναγιώτης Τρισόκκας?; Larnaca, 29 agosto 1980) è un ex cestista cipriota.

## Palmarès
- Coppa di Cipro (2005, 2006, 2007)
- Cyprus League Forward of the Year (2003, 2004)
- Cyprus League Domestic Player of the Year (2005, 2006, 2007)
- Cyprus League Defensive Player of the Year (2008)